# Tomás Sancha Lengo
Tomás Sancha Lengo (Málaga, 1880-Madrid, 1905) fue un dibujante y caricaturista español.

## Biografía
Nacido en Málaga en 1880, colaboró en revistas españolas y francesas como Madrid Cómico, L'Assiette au Beurre, La Caricature, La vie en Rose, La Ilustración Española y Americana, Le Rire o Alma Española. Fue hermano del también dibujante Francisco Sancha Lengo. Tomás a lo largo de su vida empleó las firmas «T. Sancha», «Lengo» y «S. Lengo». Falleció el 12 de mayo de 1905 en Madrid, a raíz de una neumonía.

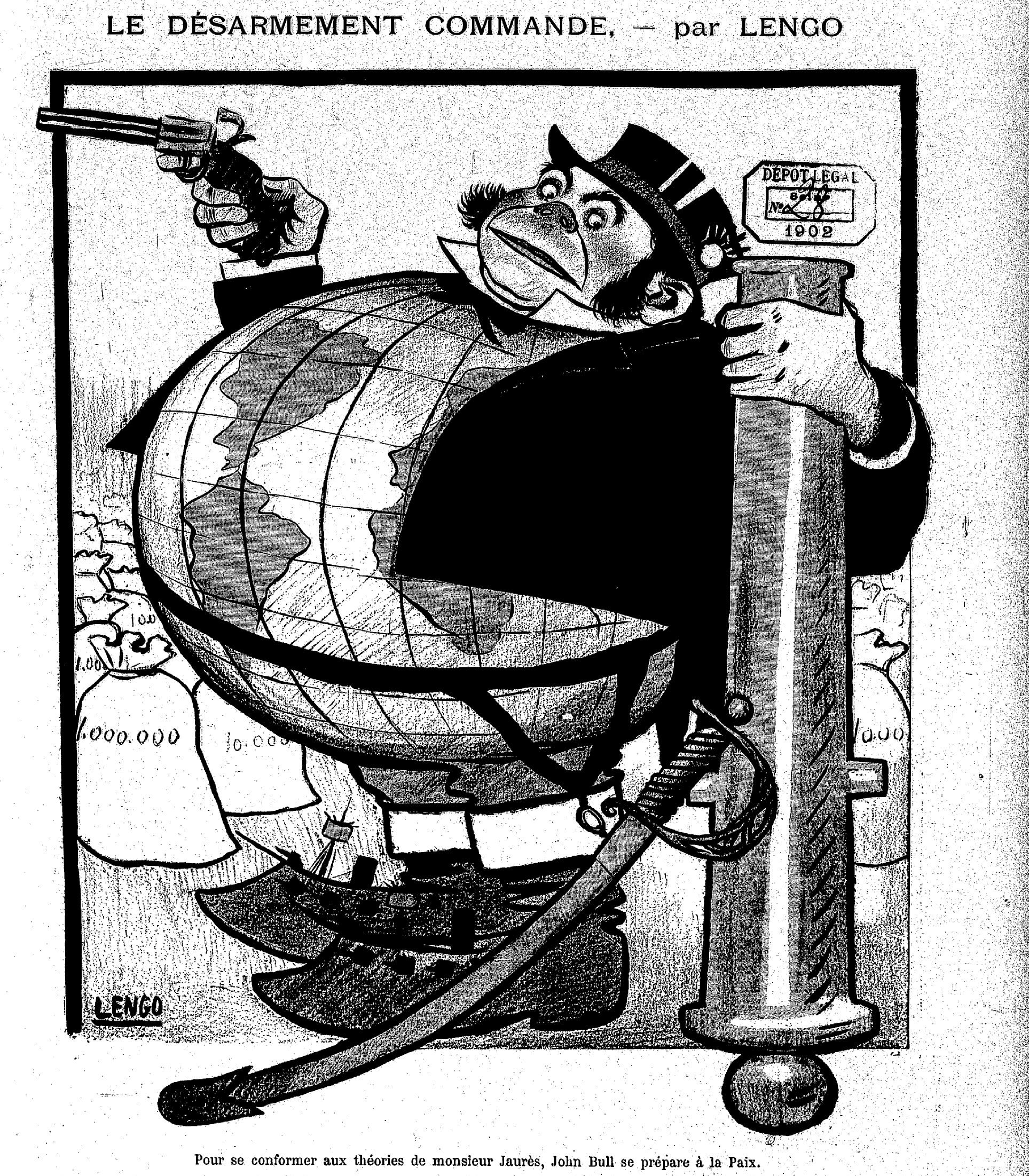
La Caricature
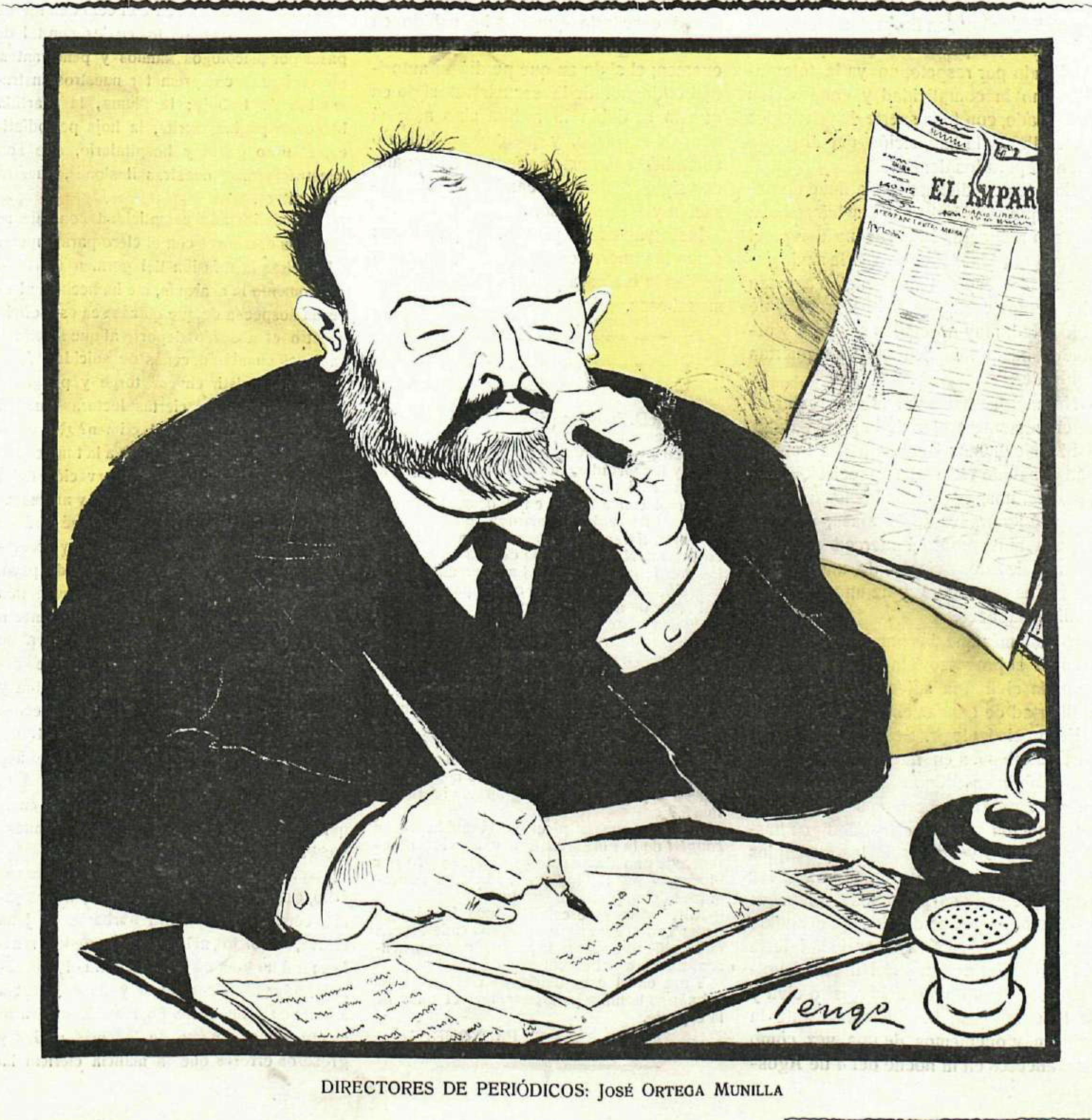
Ortega Munilla
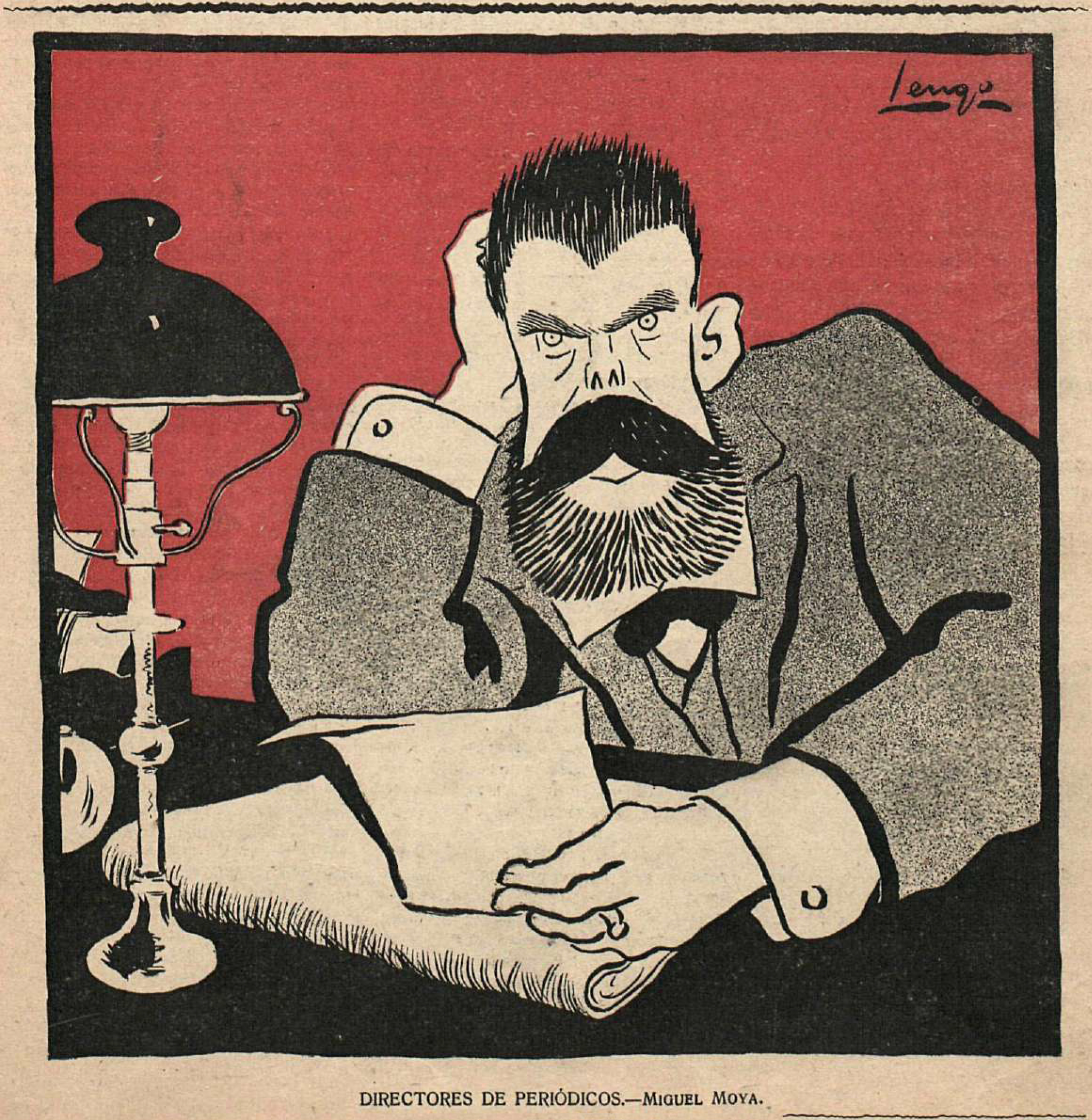
Miguel Moya
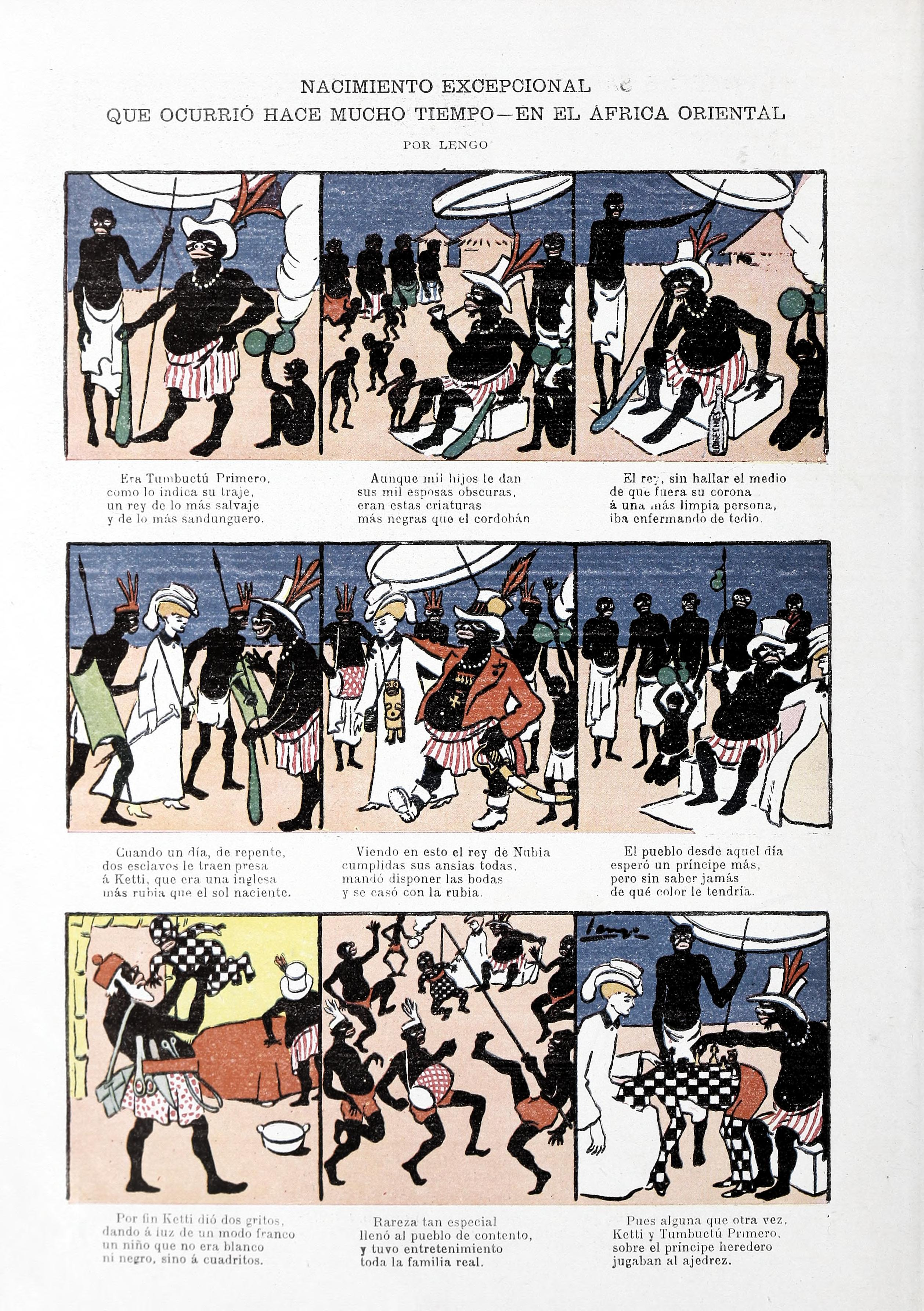
ByN